# Ausstichgelände Röntgental
Das Ausstichgelände Röntgental ist ein zum Ortsteil Zepernick der Gemeinde Panketal in Brandenburg gehörendes Naturschutzgebiet. Das 24,84 ha umfassende, am nordöstlichen Stadtrand von Berlin gelegene Feuchtgebiet in unmittelbarer Nähe des S-Bahnhofes Röntgental und der Eisenbahnstrecke Berlin-Stettin entstand aus einer künstlichen Senke, die nach Sandentnahme für Dammaufschüttungen beim Bau der Berliner S-Bahn in den Jahren 1892–95 zurückblieb. Auf dem Schachtgelände siedelten sich bald seltene Pflanzenarten an, womit eine erste Unterschutzstellung des Gebietes im Jahre 1940 gerechtfertigt war. In den folgenden Jahrzehnten versumpfte das Gelände zunehmend, die seltenen Arten wurden verdrängt, sodass 1972 der Naturschutzstatus aufgehoben wurde. Eine erneute Ausweisung als Naturschutzgebiet erfolgte 1986 durch den Rat des Kreises Bernau und – heute noch gültig – am 14. März 1990 gemäß Beschluss Nr. 130 des Bezirkstages Frankfurt (Oder).

## Lage

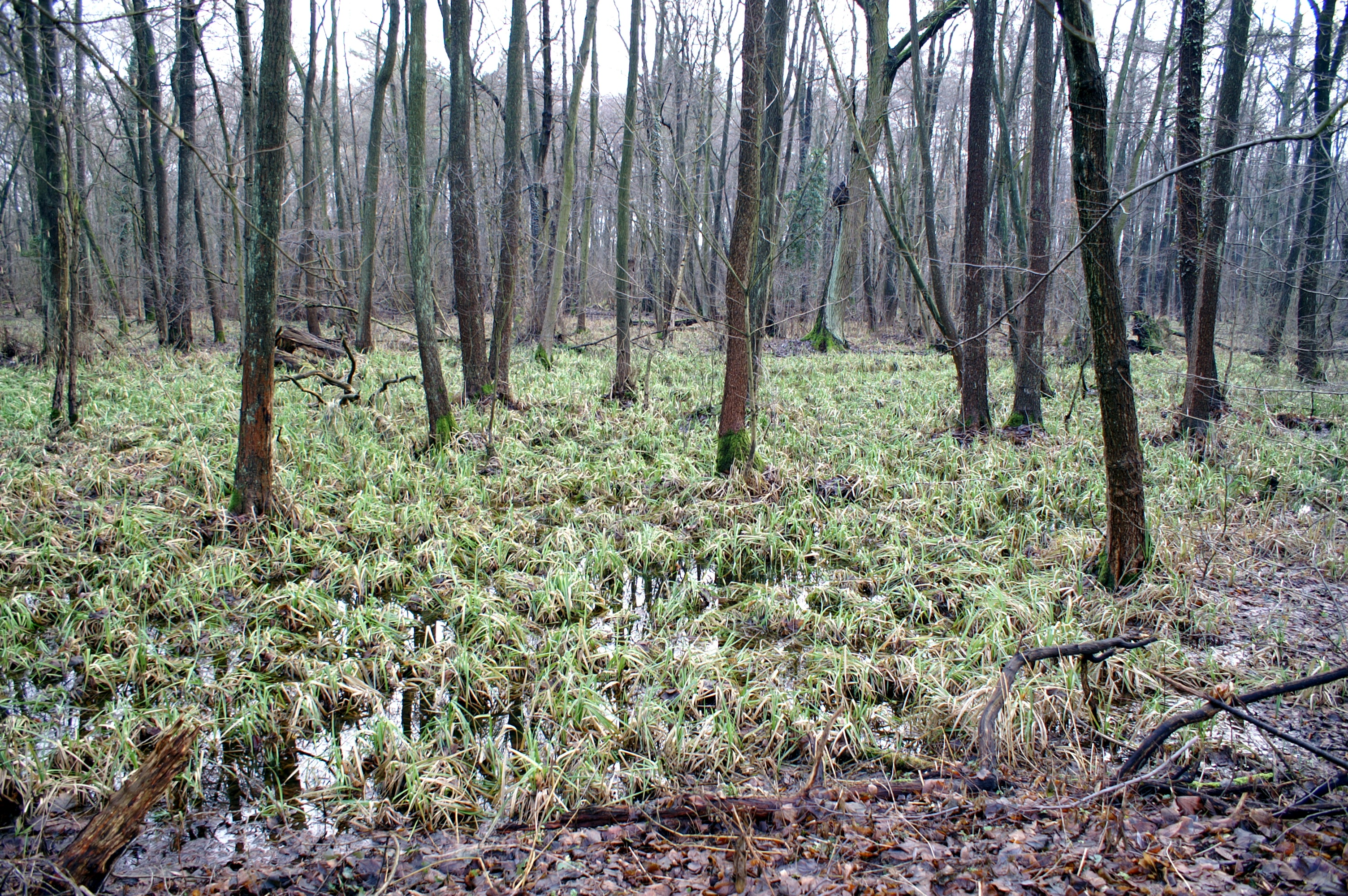
Erlenbruchwald im südlichen Teil des NSG

Das Ausstichgelände Röntgental liegt nördlich der Eisenbahnstrecke Berlin-Stettin in unmittelbarer Nähe des S-Bahnhofes Röntgental. Es grenzt im Westen an den zum Berliner Stadtbezirk Pankow gehörenden Ortsteil Berlin-Buch. Im Norden erstrecken sich die ehemaligen Rieselfelder des Berliner Stadtgutes Hobrechtsfelde, die seit den 1980er Jahren renaturiert und aufgeforstet wurden. Im Osten wird das Gelände von Siedlungsflächen des zur Gemeinde Panketal gehörenden Ortsteils Zepernick, Wohnplatz Röntgental, begrenzt. Zu den benachbarten Grundstücken gehören auch das Gelände des ehemaligen Aufnahmeheims und eine Kleingartenanlage. Mitten durch das Naturschutzgebiet führt die – hier nur als Fuß- und Radweg ausgewiesene – Buchenallee, die sich zu Beginn des 20. Jahrhunderts mit ihrem damals im Volksmund gebräuchlichen Namen Heerweg noch als Teil des mittelalterlichen Uckermärkischen Heerweges zu erkennen gab.
Rund 500 Meter westlich des Ausstichgeländes Röntgental befindet sich das zur Stadt Berlin gehörende NSG Mittelbruch. Beide Naturschutzgebiete sind Bestandteil des im Jahre 1998 von den Bundesländern Berlin und Brandenburg errichteten gemeinsamen Naturparks Barnim.

## Schutzzweck des Naturschutzgebietes
Das Ausstichgelände Röntgental hat sich seit den 1970er Jahren zu einem optimalen Lebensraum für Amphibien entwickelt. Diesen Gebietszustand zu erhalten, ist vorrangiges Schutzziel.

## Geschichte
Der Bau der Berlin-Stettiner Eisenbahnstrecke von 1841 bis 1843 erfolgte größtenteils in Geländehöhe, vorhandene Straßen kreuzten auf schienengleichem Niveau an zumeist beschrankten Übergängen. Das wachsende Verkehrsaufkommen am Ende des Jahrhunderts und der damit verbundene Ausbau der Trasse zwischen Berlin und Bernau als Vorortstrecke mit regelmäßigem Personen- und Güterverkehr führte dazu, dass der Bahnverkehr sich zunehmend als Hindernis für den Straßenverkehr erwies. Bereits in den 1890er Jahren wurde deshalb im Rahmen des Umbaus des Stettiner Bahnhofs und des Ausbaus der Bahnanlagen im Berliner Weichbild eine Höherlegung der Bahntrasse realisiert, die im beginnenden 20. Jahrhundert im Abschnitt von Berlin-Heinersdorf bis Bernau fortgeführt wurde. Um 1909/10 erreichte das Bauvorhaben die Gemarkung Zepernick. Das für die Dammaufschüttungen benötigte Erdmaterial suchte man möglichst in Streckennähe zu gewinnen, um die Transportwege und damit die Kosten gering zu halten.
Bereits in den Jahren 1892 bis 1895 hatte man im Ausstichgelände Röntgental mit der Gewinnung von Erdmaterial für den Dammbau in Berlin begonnen. Diese Arbeiten setzten sich bis über die Jahrhundertwende im Kontext des weiteren Trassen- und Dammbaus fort. So entstand eine rund 28 ha große Senke, die nach dem Ende der Erdarbeiten sich selbst überlassen wurde und als anfänglich vegetationsloses Areal ideale Voraussetzungen zur naturwissenschaftlichen Beobachtung einer allmählichen Wiederbesiedlung mit Pflanzen und Tieren bot. Bereits um die Wende zum 20. Jahrhundert konnten auf den Ödlandflächen seltene und in der Region bis dahin nicht vorkommende Moose, Pilze und andere Pflanzen festgestellt werden. Es war vor allem der Berliner Lessing-Gymnasium tätige Gymnasialprofessor Karl Osterwald (1853–1923), der seit Mitte der 1890er Jahre die Entwicklung der Pflanzenwelt im Ausstichgelände beobachtete und seine Forschungsergebnisse ab 1897 in verschiedenen Publikationen vorlegte. Insgesamt konnten von ihm bis in die 1920er Jahre über 800 Pflanzenarten, darunter 190 Moos- und 152 Pilzarten, festgestellt werden. Zu den im Gebiet vorkommenden botanischen Kostbarkeiten gehörten Bunter Schachtelhalm, Schlangenbärlapp, Glocken-Heide, Fettkräuter, Sonnentau, aber auch anhaltende Feuchtigkeit liebende Wollgräser.
Um die ungestörte Fortentwicklung der Pflanzen- und Tierwelt im Ausstichgelände Röntgental zu sichern, wurde das Gelände per Verordnung des Regierungspräsidenten in Potsdam vom 5. April 1940 unter Schutz gestellt. Damit war zugleich die Möglichkeit fortgesetzter wissenschaftlicher Beobachtung der Vegetationsentwicklung im Schachtgebiet gegeben. Diese Entwicklung führte allmählich zur Herausbildung eines „Normalzustandes“, seltene Pflanzenarten verschwanden aufgrund zunehmender Verbuschung. 1972 trug man dieser Entwicklung Rechnung und strich das Ausstichgelände Röntgental aus der Liste der Naturschutzgebiete der DDR. Als Feuchtgebiet blieb es jedoch weiterhin zu großen Teilen sich selbst überlassen. Der Erlenbruchwald südlich der Buchenallee, vor allem aber die nördlich der Straße liegenden Wasserflächen und Röhrichtbiotope entwickelten sich in den Folgejahren zu einem Lebensraum für Amphibien und Vögel, der eine erneute Unterschutzstellung rechtfertigte. Diese erfolgte 1986 durch den Rat des Kreises Bernau.
Ungeachtet der Schutzwürdigkeit hatte man in einem Randbereich des Geländes eine Waffenwerkstatt der Bahnpolizei mit dazugehörigem Schießplatz errichtet. Weiterhin gab es einen Ausbildungsplatz für Polizeihunde. 1979 wurde am nordöstlichen Rand des Ausstichgeländes, durch einen hohen Wellblechzaun von der Außenwelt abgeschirmt, das dem Ministerium des Innern der DDR unterstehende Zentrale Aufnahmeheim der DDR (ZAH) geschaffen. Die Waffenwerkstatt wurde nun vorrangig von auf dem Gelände befindlichen Angehörigen des Ministeriums für Staatssicherheit genutzt, eine unter einem Erdhügel verborgene, schallisolierende Schießanlage ersetzte den alten Schießplatz und diente zur Erprobung von Waffen und zum Schießtraining.
Am 14. Dezember 1989 kam es zu einer ersten Besichtigung des Geländes durch die nach der Wende entstandene Bürgerbewegung. Ihren Bemühungen ist es zu danken, dass aus dem ZAH in den Folgejahren ein Feierabendheim entstehen und die umliegenden Bauten einer Nutzung als Integrationsobjekt mit Behindertenwerkstätten und Gesundheitseinrichtungen zugeführt werden konnten. Zugleich wurde die kommerzielle Weiternutzung der zu einem Gutteil im NSG liegenden Waffenwerkstatt und des Schießstandes verhindert, beide Einrichtungen wurden im Mai 1990 in die Hände von Umweltfreunden gegeben, es entstand die Naturschutzstation Niederbarnim in Zepernick. Der Bezirkstag Frankfurt/Oder bestätigte mit Beschluss 130 vom 14. März 1990 den Naturschutzstatus des Ausstichgeländes Röntgental. Nach der Gründung des Naturparks Barnim im Jahr 1998 wurde die Naturschutzstation Niederbarnim in Röntgental geschlossen und nach Linum verlegt.

## Flora und Fauna
Das NSG Ausstichgelände Röntgental mit den vor allem nördlich der Buchenallee gelegenen, von Röhricht und Weiden durchsetzten Wasserflächen und den angrenzenden Erlenbruchwäldern bildet einen idealen Lebensraum für Amphibien. Besonders zahlreich sind Grasfrösche, Moorfrösche sowie Erdkröten vertreten, die die vorhandenen Flachwassergebiete als Laichgewässer nutzen. Zu finden sind auch Kamm- und Teichmolch sowie Ringelnatter und Blindschleiche.
Im gesamten Naturschutzgebiet ist eine mannigfaltige Vogelwelt beheimatet. Anzutreffen sind beispielsweise Grün- und Schwarzspecht, Waldkauz, Habicht, Kernbeißer, Pirol und Rohrammer. Unter den rund 85 nachgewiesenen Vogelarten sind etwa 50, die im Naturschutzgebiet brüten. Zahlreich vertreten sind Fledermäuse. Zunehmende Bedeutung erlangt der nördliche Teil des Gebietes auch für verschiedene Wasservogelarten.